# Panteón de Belén

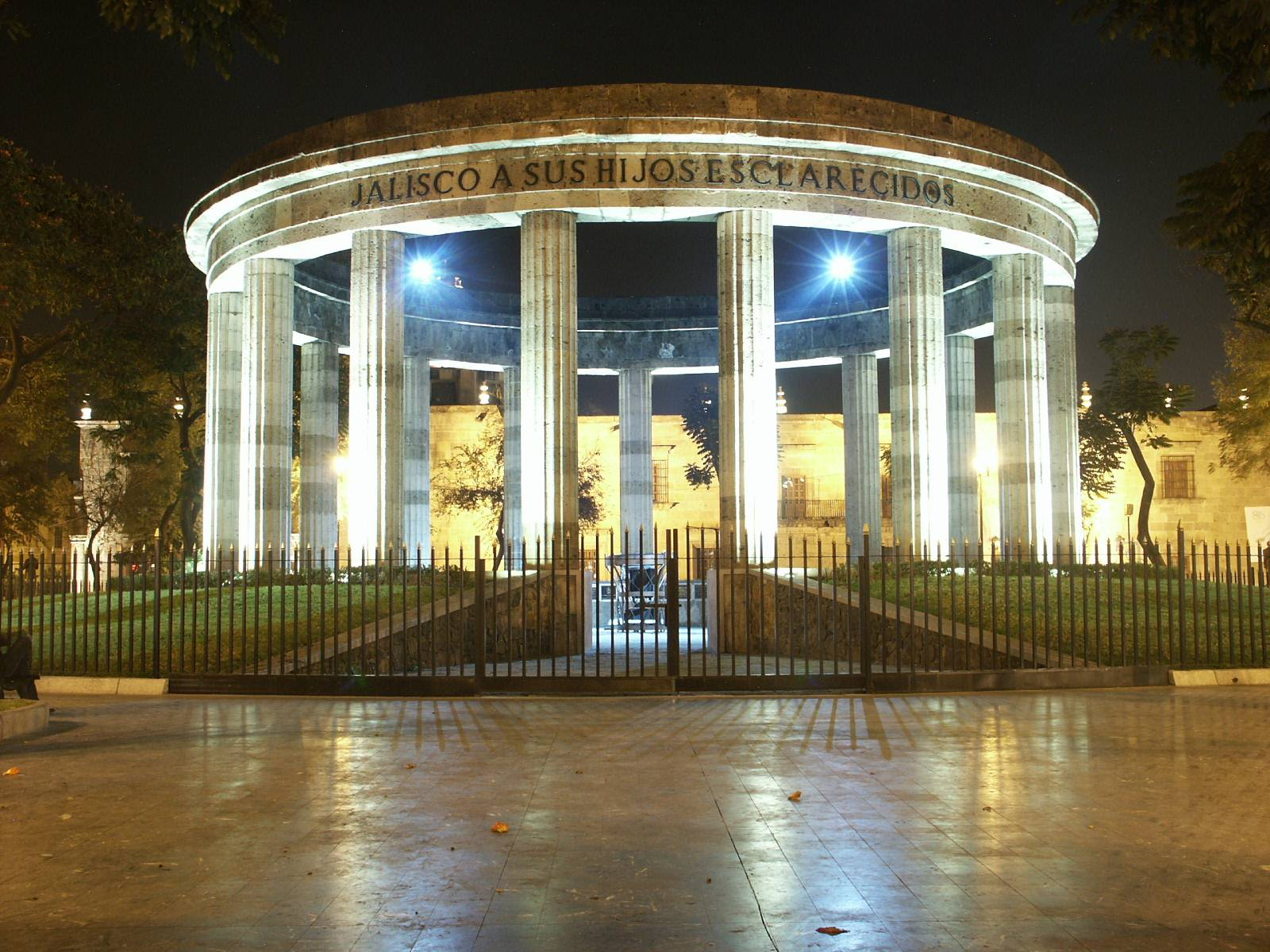
De Rotonda de los Hombres Jalicienses Ilustres

Het Panteón de Belén is een begraafplaats in Guadalajara, Jalisco, Mexico.
In de Rotonda de los Hombres Jalicienses Ilustres, een monument in het Panteón de Belén, liggen verschillende prominenten uit de geschiedenis van Jalisco begraven. De begraafplaats werd geopend in 1848 en gesloten in 1896. Het is nog steeds een onderwerp van talloze legendes en spookverhalen, en is dan ook drukbezocht tijdens de Dag van de Doden.
- Library of Congress Control Number: n96031599
- Virtual International Authority File: 159609976